# نوشلینگ
نوشلینگ (به آلمانی: Nöchling) یک منطقهٔ مسکونی در اتریش است که در ناحیه ملک واقع شده‌است. نوشلینگ ۱٬۰۱۹ نفر جمعیت دارد.